# 1-chloor-2,4-dinitrobenzeen
1-chloor-2,4-dinitrobenzeen is een organische verbinding met als brutoformule C6H3ClN2O4. De stof komt voor als lichtgele kristallen met een kenmerkende geur, die onoplosbaar zijn in water.

## Toxicologie en veiligheid
De stof kan bij schokken, wrijving of stoten ontleden, met een ontploffing tot gevolg. Ze kan bij verwarming ontploffen, zelfs in afwezigheid van lucht. 1-chloor-2,4-dinitrobenzeen reageert met sterk oxiderende stoffen en sterke basen. Ze vormt bij verbranding giftige en corrosieve gassen, onder andere waterstofchloride en stikstofoxiden.
De damp van de stof is irriterend voor de ogen en de luchtwegen, maar zeer irriterend voor de huid. De stof kan effecten hebben op het bloed, met als gevolg vorming van methemoglobine. Blootstelling aan hoge concentraties kan de dood veroorzaken.
Herhaald of langdurig huidcontact kan huidontsteking veroorzaken of de huid gevoelig maken. 1-chloor-2,4-dinitrobenzeen kan effecten hebben op het zenuwstelsel, met als gevolg een verstoord gezichtsvermogen.